# Семюель Слейтер
Самюель Слейтер (англ. Samuel Slater, 9 червня 1768, Белпер, Англія — 21 квітня 1835, Вебстер, США) –американський фабрикант кінця 18 — початку 19 століть, відомий як «батько американської промислової революції» (вислів 7-го президента США Е. Джексона) і «батько американської фабричної системи». У віці 21 року, будучи механіком на англійській бавовняній фабриці, попри заборону еміграції для кваліфікованих робітників і заборону експорту будь-якого промислового обладнання і вивозу креслень, хитрощами, вдаючи з себе фермера, переїхав з Англії до США і вперше в Сполучених Штатах запровадив удосконалене текстильне обладнання, чим значно вплинув на розвиток бавовняної промисловості в цій країні. В Англії від односельців за свій вчинок дістав прізвиська «Слейтер-зрадник».
Перш ніж переїхати до США Слейтер вивчив напам'ять конструкції механізмів текстильної фабрики. У США у партнерстві з американцями спроектував першу текстильну фабрику країни. Пізніше він зайнявся власним сімейним бізнесом, розвиваючи його разом зі своїми синами. З часом він став власником 13 прядильних фабрик і влаштував навколо них ферми орендарів і містечка. Одним з таких міст був Слейтерсвілл, штат Род-Айленд, заснований ним і його братом.

## Біографія

### Юність і освіта
Слейтер народився 9 червня 1768 року в Белпері, в графстві Дербішир, Англія. Він був п'ятим сином у фермерській родині з вісьмома дітьми. Він здобув початкову освіту. У віці 10 років почав працювати на бавовняній фабриці, відкритій того ж, 1778, року Джедедаєю Страттом, на якій була використана вододійна прядильна машина, до того вперше використана Річардом Аркрайтом на сусідній Кромфордській фабриці. У 1782 році його батько помер, і його сім'я віддала Семюеля в учні Струтта. Слейтер був добре вчився у Струттом і до 21 року він отримав ґрунтовні знання з організації та практики прядіння бавовни.
Він дізнався про зацікавленість американців до розробки подібних машин, а також знав про британське законодавство, яке забороняло вивозити ці машини за кордон. Він запам'ятав конструкцію прядок на стільки, на скільки міг, і в 1789 році, вдаючи з себе селянина, вирушив до Нью-Йорка. Деякі жителі Белпера називали його «Слейтером Зрадником», оскільки вважали його переїзд зрадою міста, де багато хто заробляв на життя на машинах Стратта.
У 1789 році, коли Семюел Слейтер вирішив покинути Англію та переїхати до Америки, він був бригадиром на бавовняній фабриці Джедедаї Стратта. Він був стійким, наполегливим, самостійним та вмілим механіком. Семюел переконався, що більше можливостей у галузі бавовняного текстилю є в Сполучених Штатах і що він навіть може там заробити цілий статок. Однак у ті часи кваліфікованому механіку було дуже важко покинути Англію, оскільки британський уряд забороняв експорт будь-якого обладнання, схем і навіть еміграцію будь-якого кваліфікованого персоналу. Британський уряд дотримувався обмежувальної політики скрізь, де існувала небезпека або загроза світовому пануванню Англії в економічних справах. Слейтер уникнув цих обмежень при виїзді, маскуючись під фермерського юнака.